# Font Wallace
Les fonts Wallace són un tipus de font pública d'aigua potable presents a moltes ciutats del món. El nom prové de Sir Richard Wallace, filantrop britànic, que en va fer l'esbós i en va fer donació a les ciutats de Paris (França), on residia, i Lisburn (Irlanda del Nord), on n'era diputat. Van ser dissenyades per l'escultor francès Charles-Auguste Lebourg, Consisteixen en un templet de ferro colat amb quatre Cariàtides que custodien un cordó d'aigua potable que cau. Hi ha altres tres models relacionats amb el Wallace: adossat, petit i de columna.

## Història
Richard Wallace, amoïnat per l'escassetat d'aigua a la ciutat durant el setge de París, el 1871, va fer l'esbós de les fonts, va demanar al seu amic Charles-Auguste Lebourg el seu disseny, i va encarregar-ne la construcció a la foneria Durenne, d'Osne le Val (Alt Marne), de les que en va donar 50 a Paris. La primera es va instal·lar l'agost del 1872 al boulevard de la Villette. L'emplaçament de les fonts el va triar Eugène Belgrand, enginyer d’aigües, juntament amb el prefecte, el baró d’Haussmann. La foneria es va traslladar posteriorment a Sommevoire (Alt Marne), on l'empresa GHM segueix fabricant-les.

A més de les font que Sir Richard Wallace va donar a París i Lisburn, moltes altres altres ciutats del món han comprat o han rebut donació de còpies de la font Wallace.

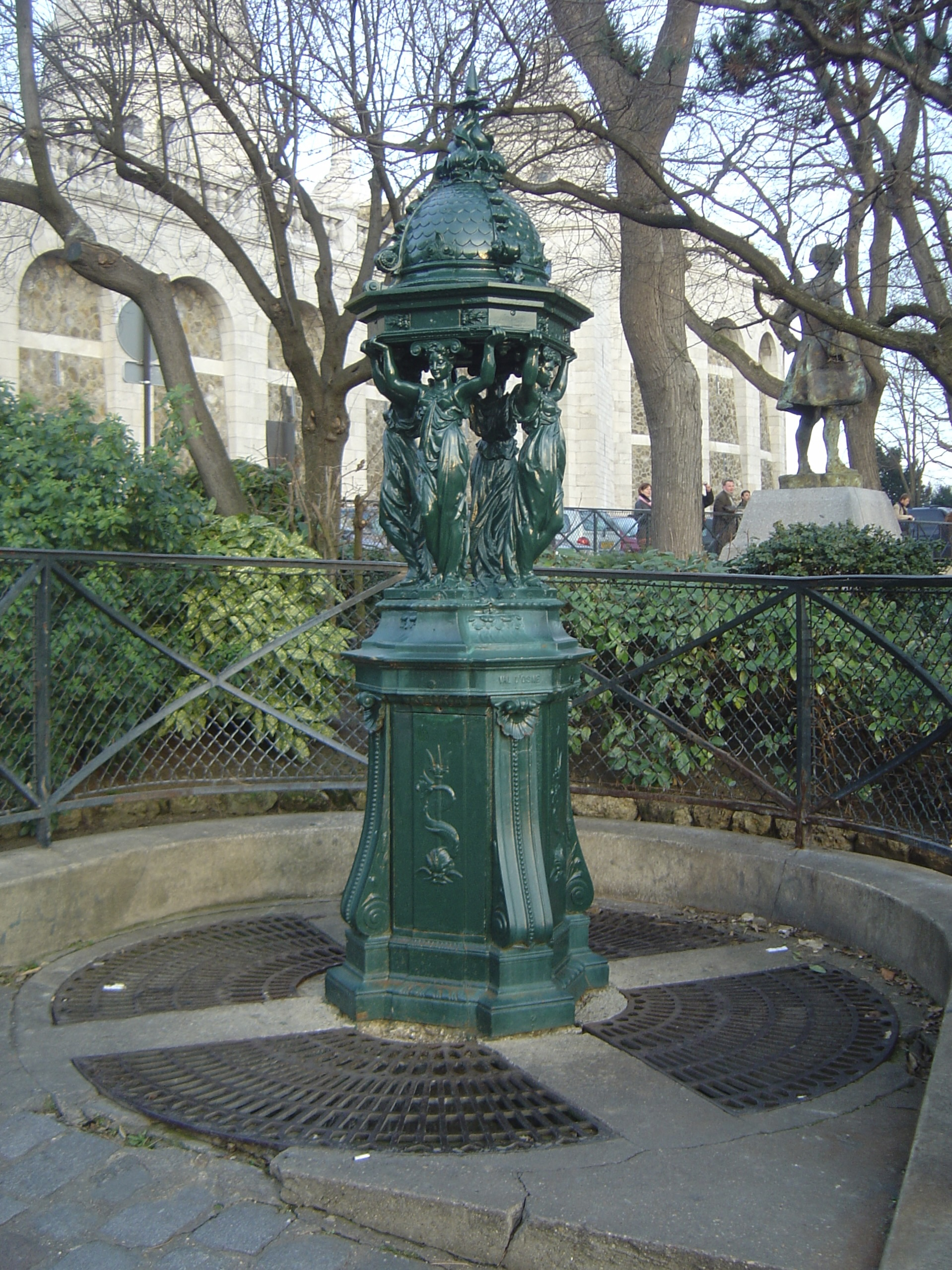
Font Wallace a Montmartre, París

## Descripció
Les premisses bàsiques de Richard Wallace per a la construcció de les fonts eren:
- La mida: havien de ser prou grans per ser vistes de lluny però sense ser-ho massa per no trencar l'harmonia del paisatge urbà.

- La forma: havien de combinar utilitat i estètica.

- El preu: havia de ser raonable per permetre instal·lar-hi un gran nombre d'exemplars.

- El material utilitzat: havia de ser resistent, fàcil de treballar i còmode de mantenir.

Es va triar el ferro colat, com a material molt més assequible que el bronze. L'ajuntament de París va triar el color verd fosc.
El model emblemàtic de font Wallace, anomenat model gran, mesura 2,71 m d'alçada i pesa 610 kg. Inspirat en la Font dels Innocents de París, Wallace volia simbolitzar la germanor dels homes del vell continent. D'estil Renaixentista, les figures femenines de quatre Cariàtides, que representen la bondat, la senzillesa, la caritat i la sobrietat, sostenen una cúpula semiesfèrica, amb quatre dofins al cim, i entre les quals cau un rajolí d'aigua. Inicialment s'hi afegí un got metàl·lic lligat amb una cadena per poder accedir a l'aigua, però posteriorment es va enretirar perquè en no netejar-se, era un transmissor de malalties.

## Altres models

### Model de columnes
Mesura 2,50 m d'alçada i pesa poc més de 500 kg. Aquest model es produeix posteriorment. Les Cariàtides es substitueixen per columnes per reduir els costos de fabricació. La forma general de la font és comparable a la del model gran, tot i que el capitell no és tan apuntat, i la part inferior més corba. Els quatre costats són idèntics.
El fabricant va ser Chappée et fils. Se'n van fer una trentena d'exemplars, avui només en queden dos a París, un al carrer de Rémusat i l'altre a l'avinguda de les Ternes. També hi ha una còpia d'aquesta font a la ciutat napoleònica de La Roche-sur-Yon (França) i una altra a Rio de Janeiro (Brasil).

### Model adossat
Mesura 1,96 m d'alçada i pesa 300 kg. Enmig d'un frontó semicircular, una màscara en forma de cap de nàiade aboca un petit raig d'aigua que cau en una conca marina que descansa entre dues pilastres. També hi permetien beure dues tasses, però van ser retirades el 1952 per motius d'higiene.

### Model de font petita
Mesura 1,32 m d'alçada i pesa 130 kg. Aquestes fonts, més petites i barates, van ser encarregades directament per l'Ajuntament de París a la foneria d'Osne le Val, es desconeix l'autoria, i semblen no estar relacionades amb Wallace.

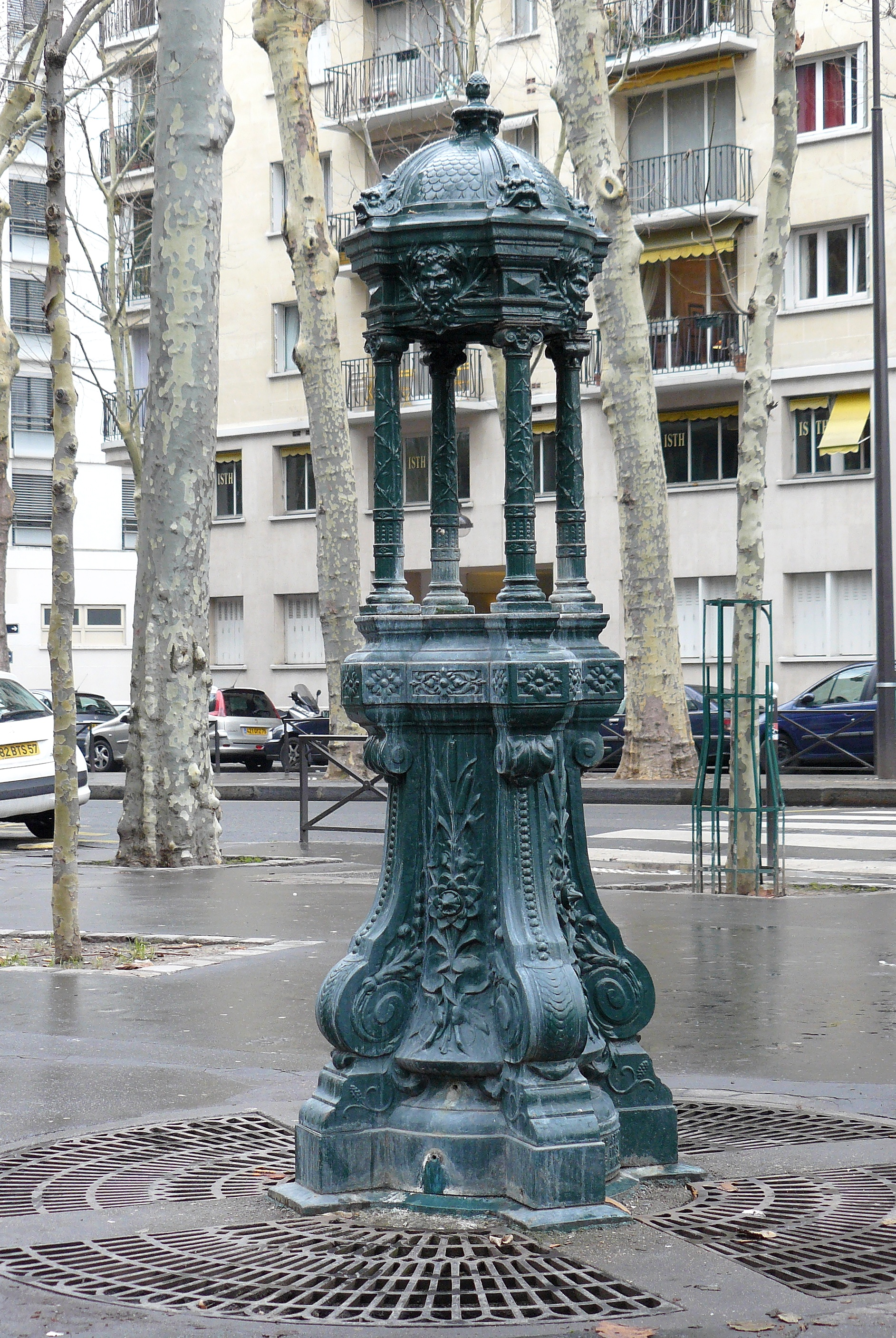
Model de columnes, al carrer Rémusat de París
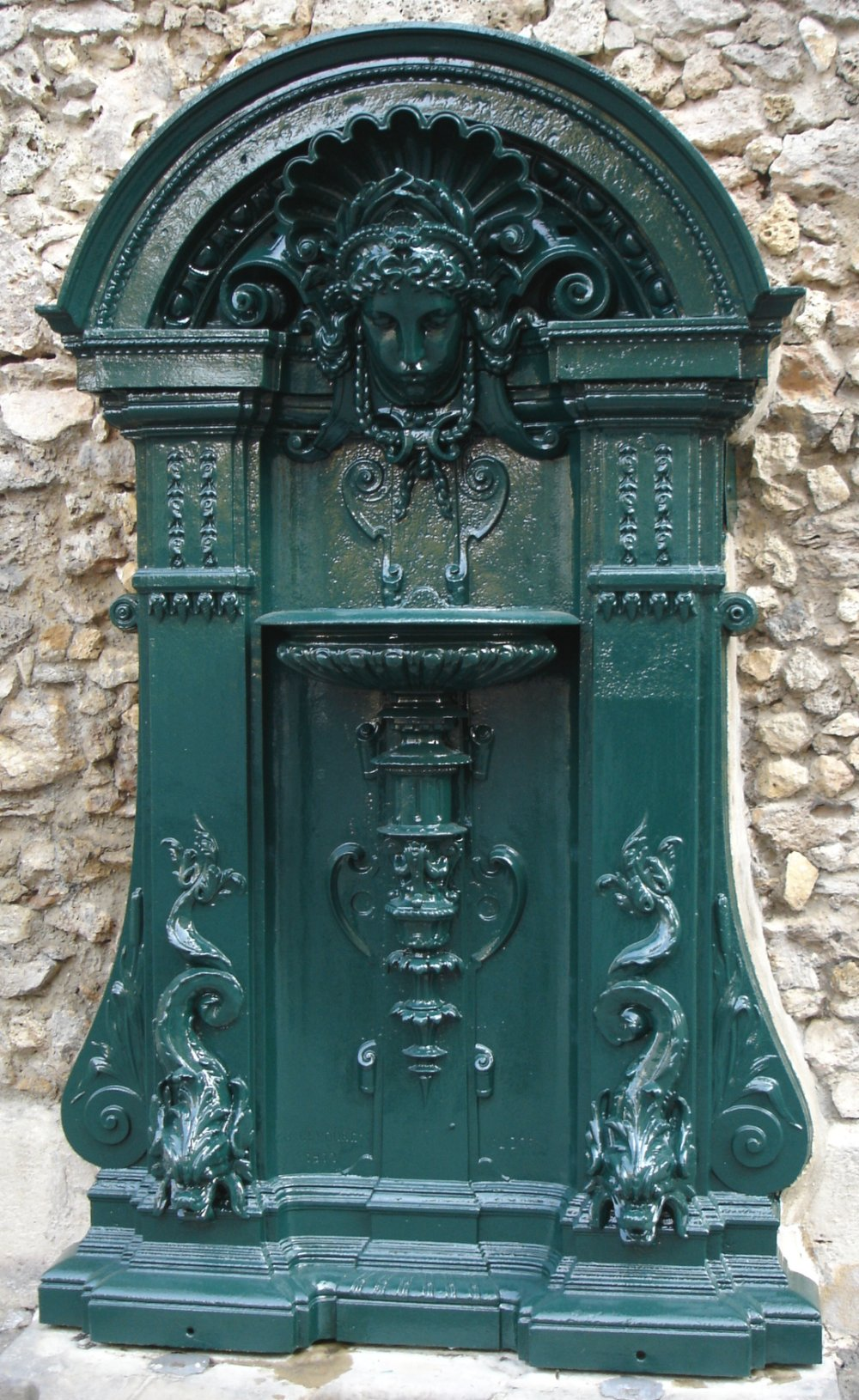
Model adossat, al carrer Geoffroy Saint-Hilaire de París
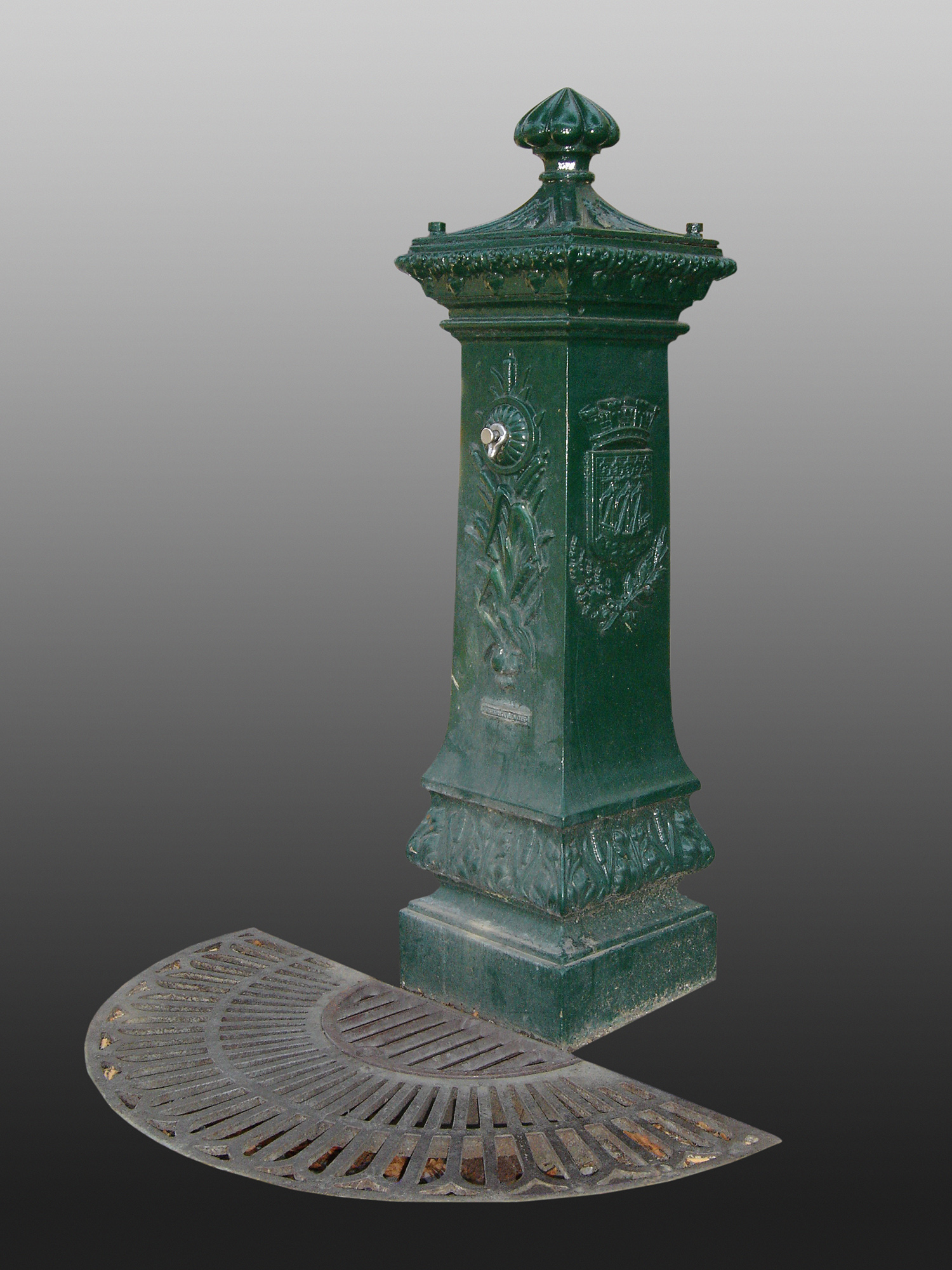
Model de font petita, a París

### Resta del món

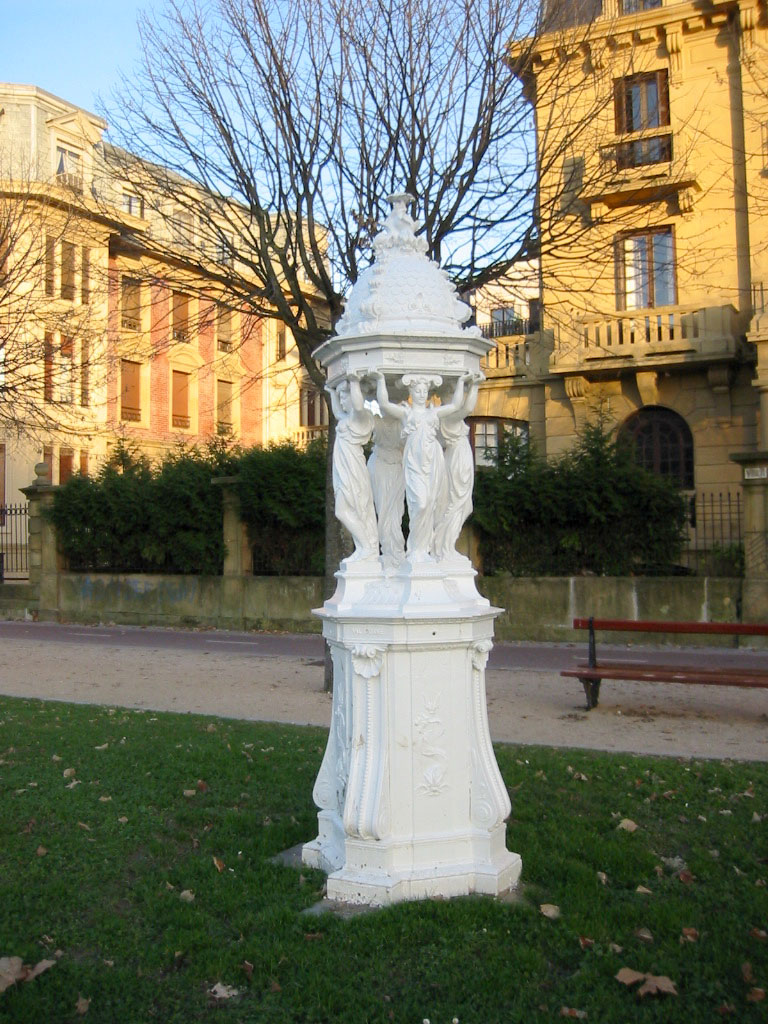
Sant Sebastià (País Basc)
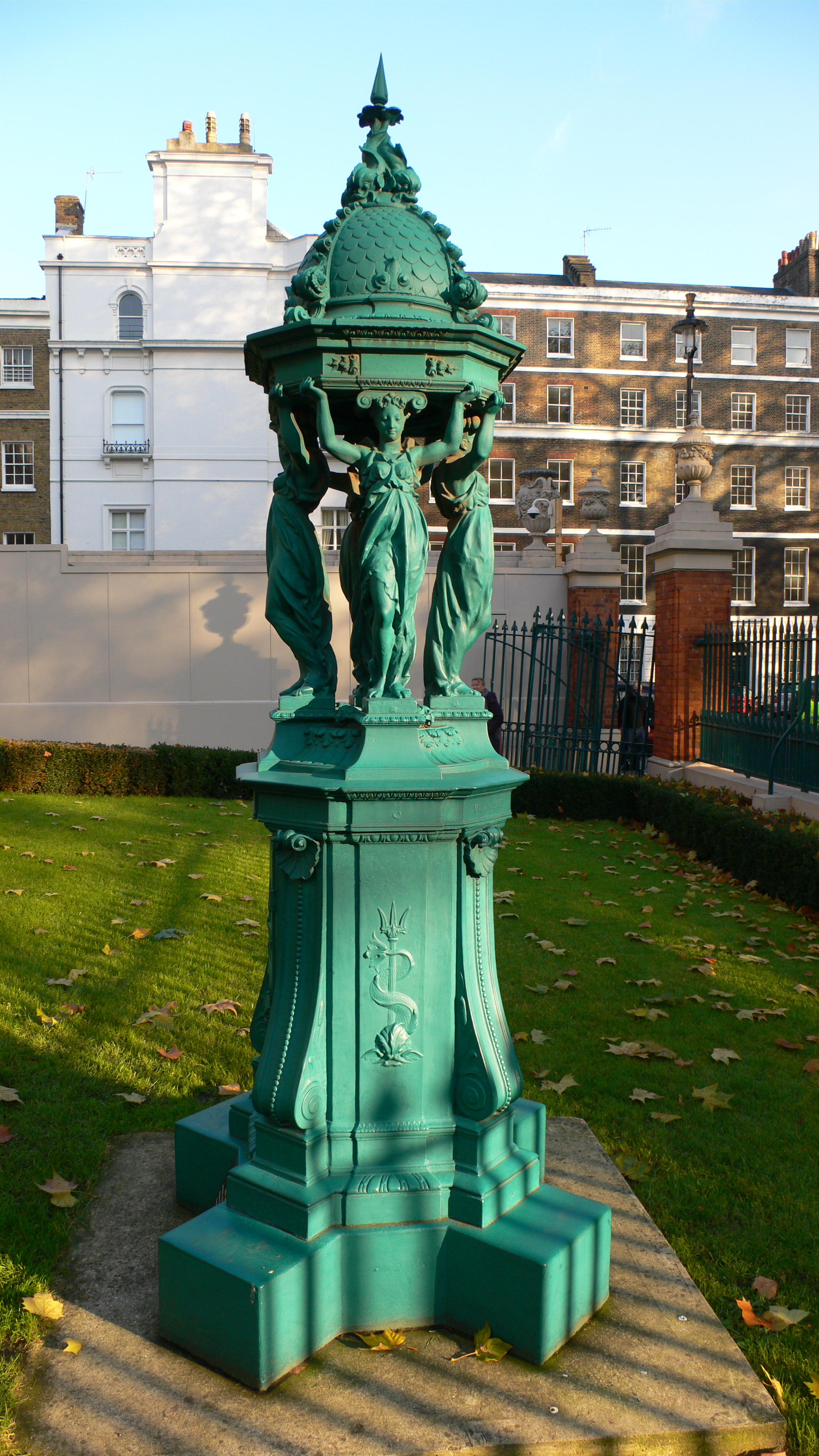
Londres (Regne Unit)
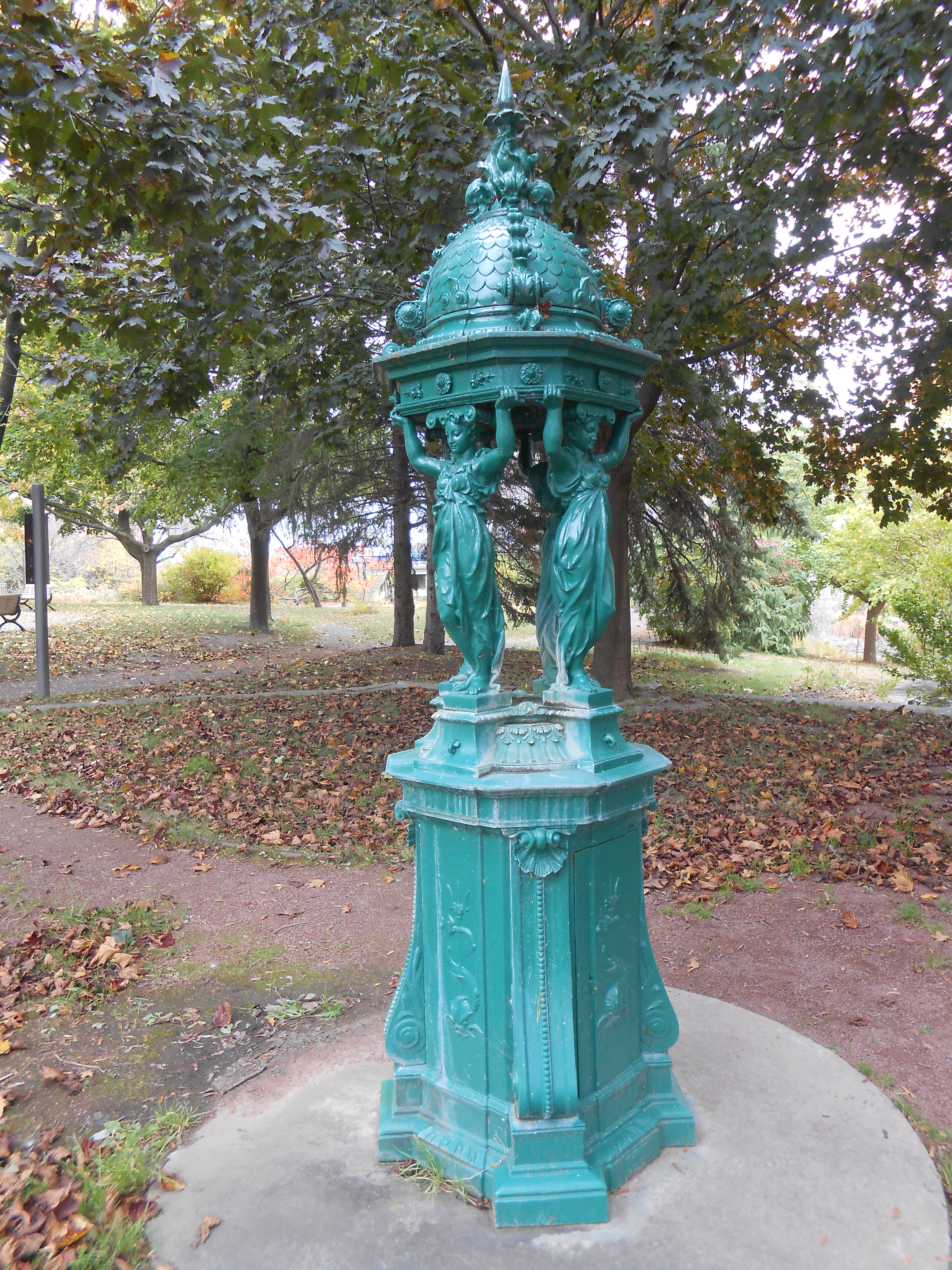
Montreal (Canadà)
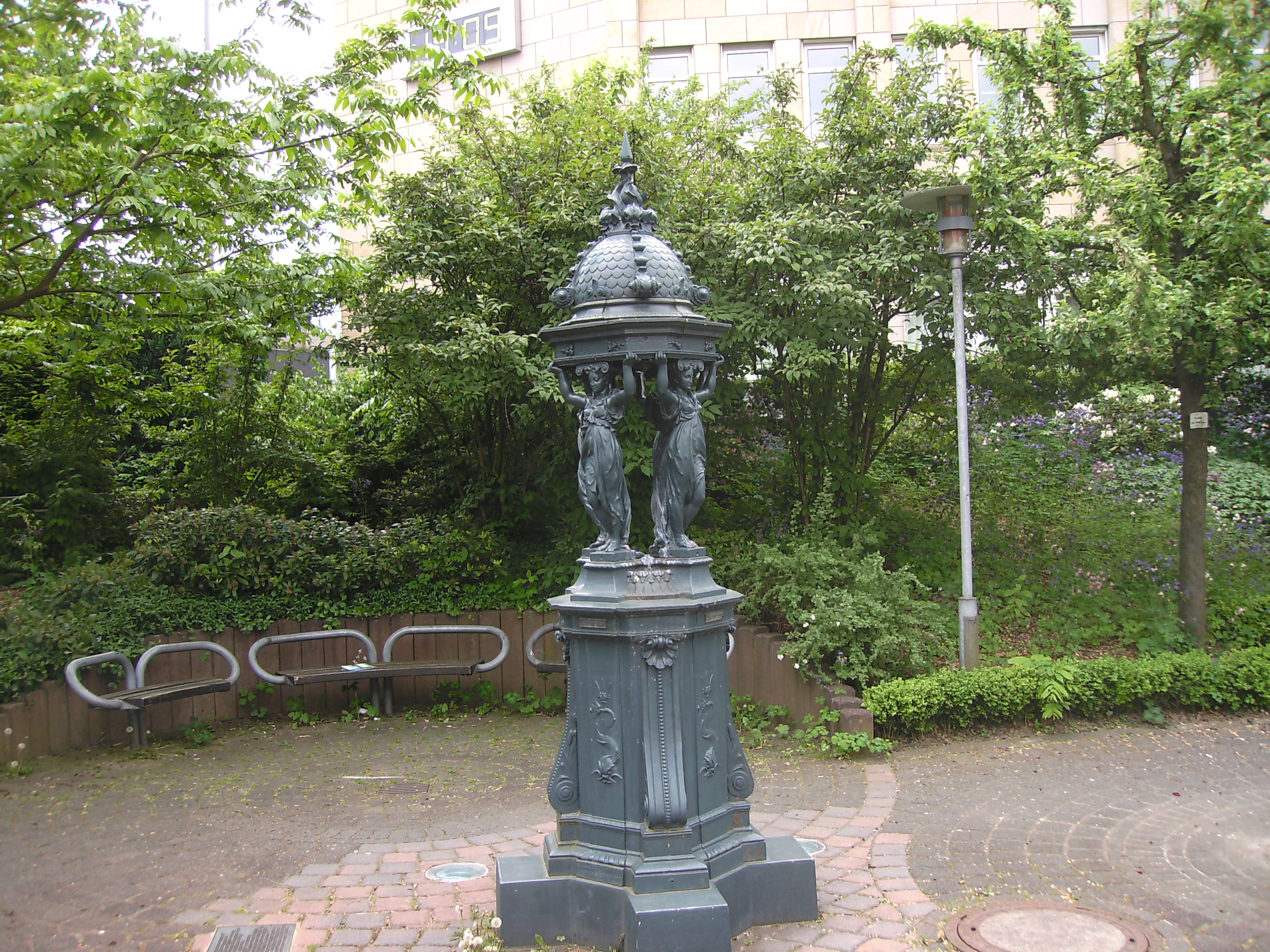
Burscheid (Alemanya)
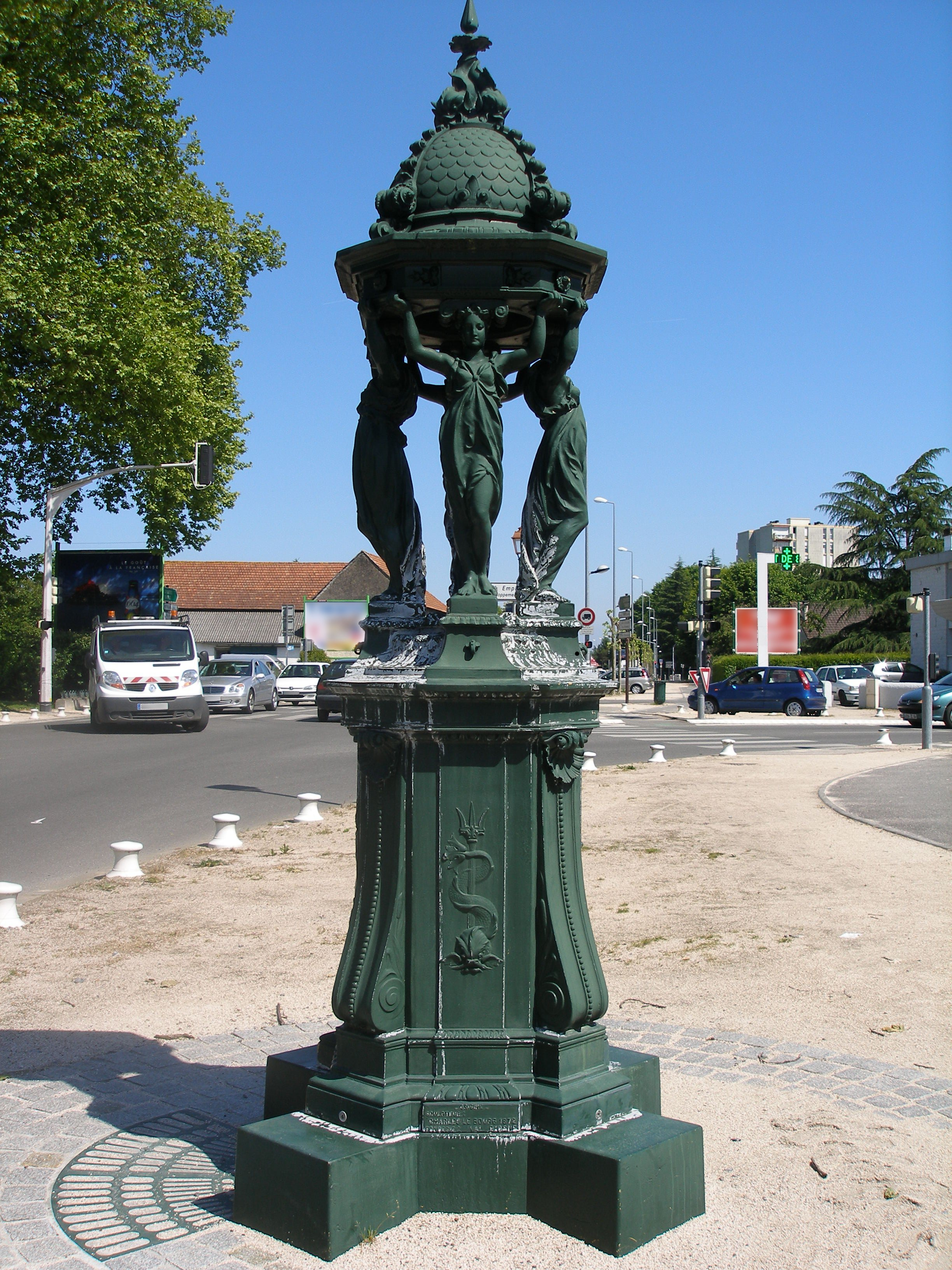
Pau (França)
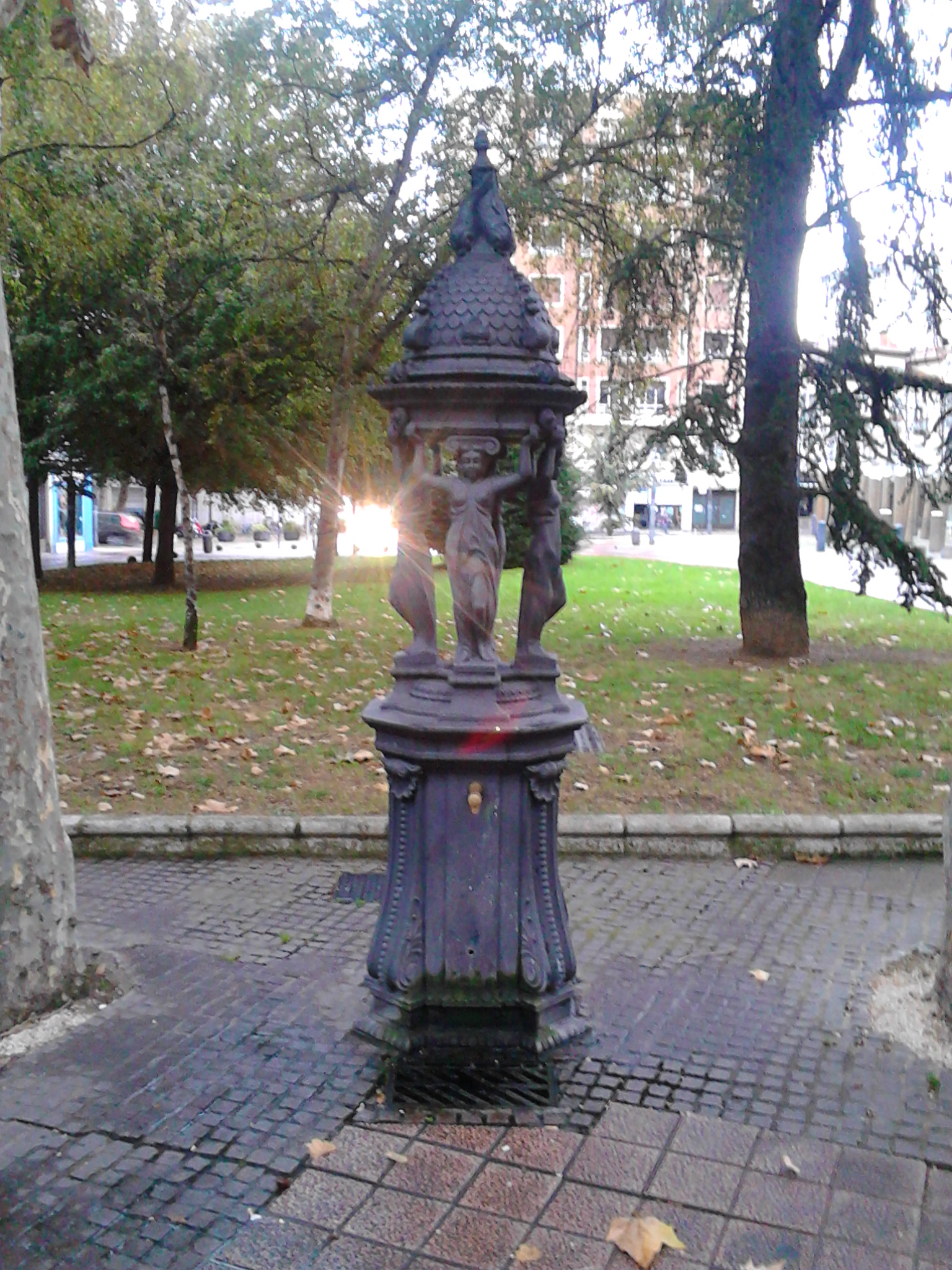
Vitòria (País Basc)
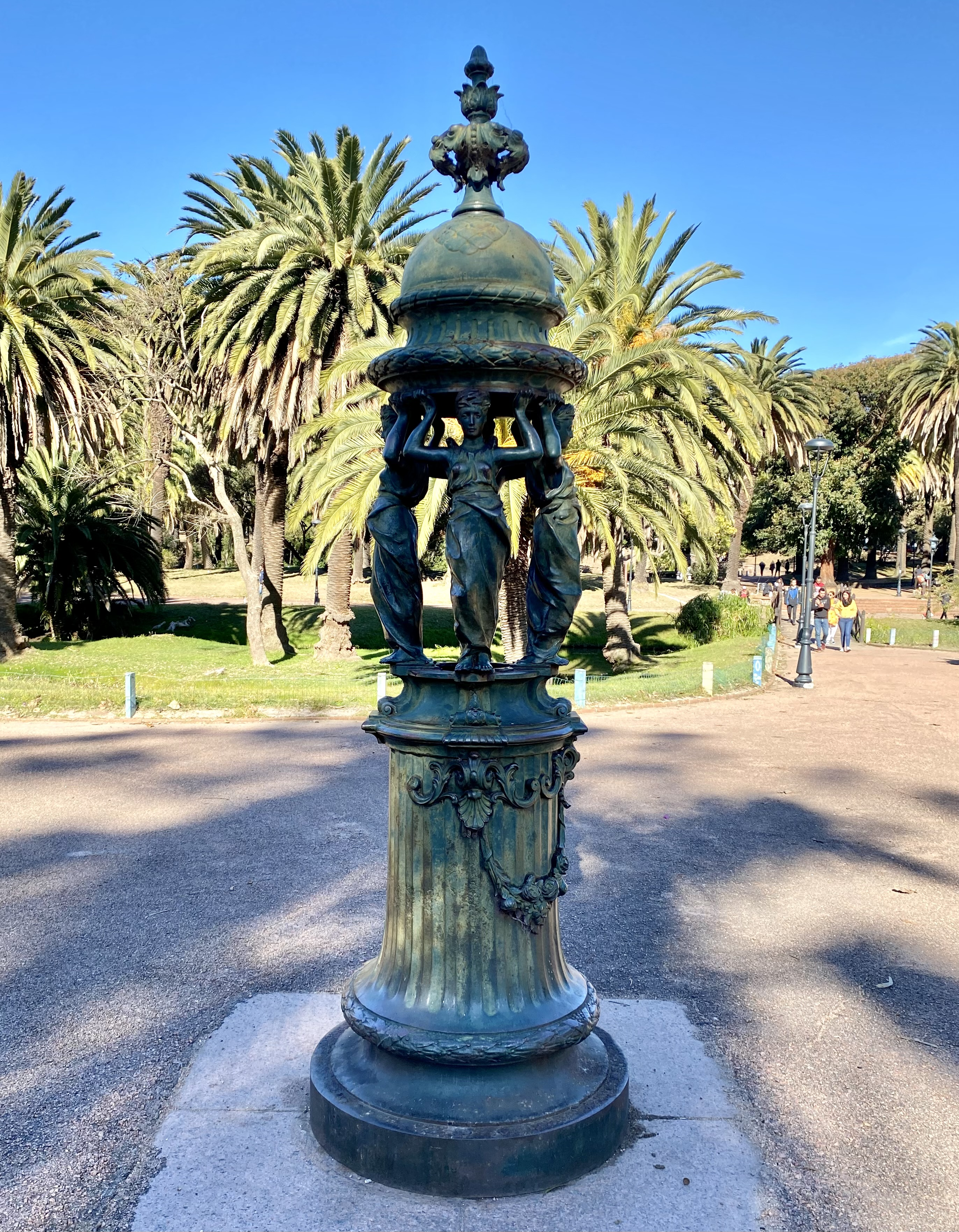
Montevideo (Uruguai)

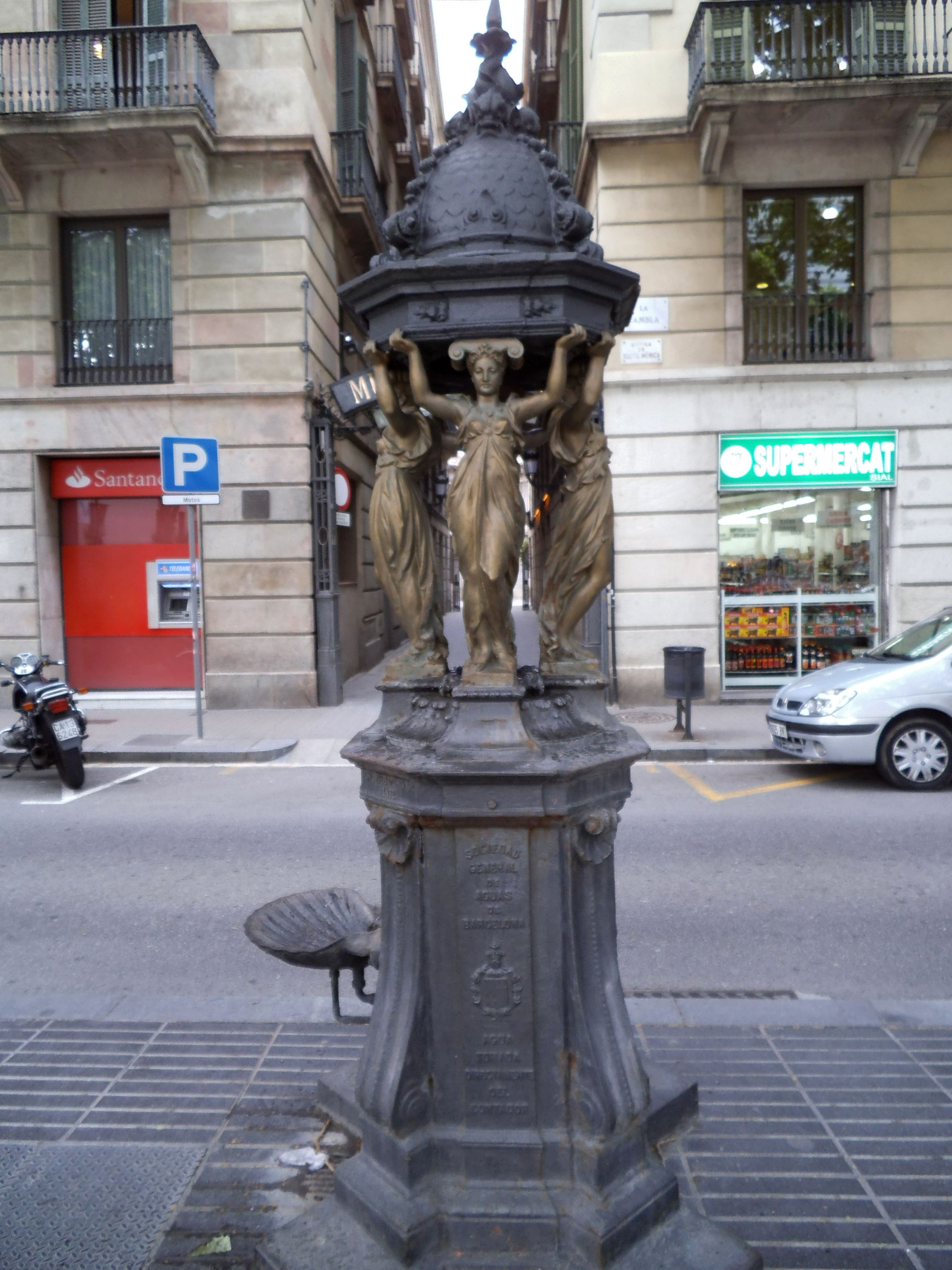
Font Wallace a la Rambla de Barcelona